# Paul Methuen
Sir Paul Methuen (19. prosince 1672 – 11. dubna 1757) byl britský diplomat, dvořan a politik. Za války o španělské dědictví byl vyslancem v Portugalsku, později byl v různých funkcích členem britské vlády, kromě toho byl čtyřicet let poslancem Dolní sněmovny, v roce 1725 byl povýšen do šlechtického stavu. Zemřel bezdětný, ale svému vzdálenému příbuzenstvu odkázal značný majetek, rodina Methuenů získala v roce 1838 titul barona.

## Životopis

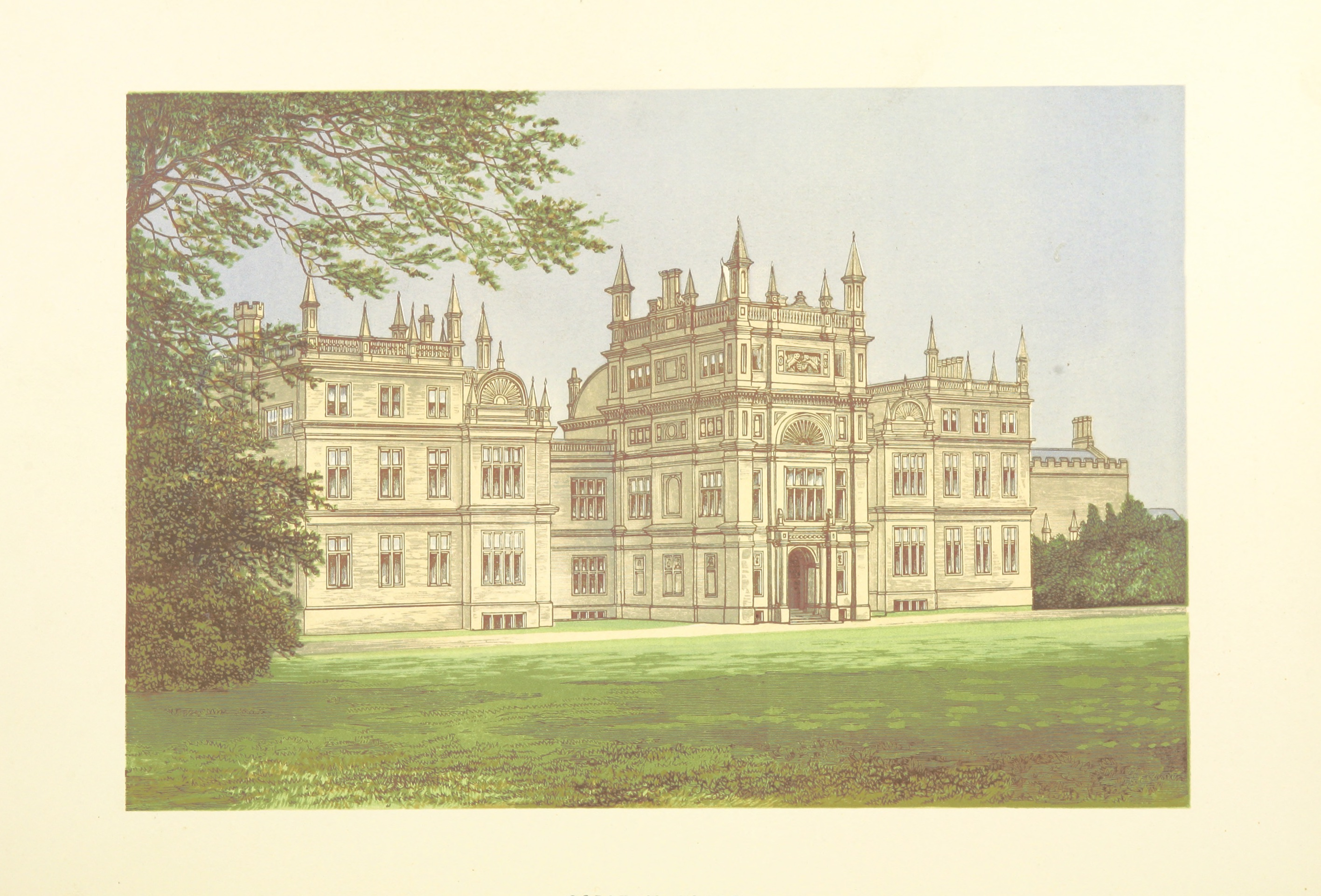
Zámek Corsham Court (Wiltshire), zakoupený Paulem Methuenem v roce 1747

Pocházel ze staré rodiny s původním příjmením Methven, byl jediným synem významného diplomata Johna Methuena (1650–1706). Studoval na jezuitské koleji v Paříži a od roku 1692 byl tajemníkem svého otce v Lisabonu, v případě jeho nepřítomnosti jej i zastupoval. V letech 1697–1705 byl stálým vyslancem v Lisabonu, během války o španělské dědictví, v květnu 1703 podepsal smlouvu, jíž Portugalsko vstoupilo do protifrancouzské koalice (skutečným iniciátorem spojenectví známého jako Methuenova smlouva byl jeho otec, který však v té době pobýval v Anglii). Paul byl též dočasným diplomatickým zástupcem v Madridu (1705–1706), Turínu (1706), obhajoval britské zájmy v Maroku a dalších severoafrických státech. V letech 1706–1708 byl velvyslancem v Portugalsku, ještě v době pobytu v zahraničí byl v roce 1708 zvolen do Dolní sněmovny a poslancem zůstal až do roku 1747.
Po návratu do Anglie zastával nižší posty ve vládě, byl lordem admirality (1709–1710) a lordem pokladu (1714–1717). Na konci války o španělské dědictví byl znovu vyslán do Španělska a Maroka, ze zdravotních důvodů ale misi s obchodním zaměřením nedokončil. V roce 1714 se stal členem Tajné rady a v letech 1716–1717 byl státním sekretářem vnitra (původně jen zastupoval nepřítomného hraběte Stanhope, v prosinci 1716 byl do funkce oficiálně jmenován). Později zastával úřady u dvora, byl finančním inspektorem královského dvora (1720–1725) a pokladníkem královského dvora (1725–1730). V roce 1725 získal Řád lázně a byl povýšen do šlechtického stavu. Po roce 1730 se politice věnoval již jen zřídka a žil spíše v soukromí.
Zemřel svobodný a svým příbuzným zanechal majetek v hodnotě čtvrt miliónu liber včetně bohatých uměleckých sbírek. Pro svého vzdálenějšího synovce, poslance Paula Methuena (1723–1792), koupil v roce 1747 panství Corsham Court (Wiltshire), v této linii rod později získal titul barona (1838). K tomuto rodu patřil polní maršál Paul Methuen, 3. baron Methuen (1845–1932).